# Réseau réciproque
En cristallographie, le réseau réciproque d'un réseau de Bravais est l'ensemble des vecteurs {\displaystyle {\vec {K}}} tels que :
{\displaystyle e^{i{\vec {K}}\cdot {\vec {R}}}=1}
pour tous les vecteurs position {\displaystyle {\vec {R}}} du réseau de Bravais. Ce réseau réciproque est lui-même un réseau de Bravais, et son réseau réciproque est le réseau de Bravais de départ.

## Maille du réseau réciproque
Un cristal peut se décrire comme un réseau aux nœuds duquel se trouvent des motifs : atome, ion, molécule.
Si l'on appelle {\displaystyle ({\vec {e_{1}}},{\vec {e_{2}}},{\vec {e_{3}}})} les vecteurs définissant la maille élémentaire, ces vecteurs définissent une base de l'espace. On peut définir une base réciproque par {\displaystyle ({\vec {e_{1}^{*}}},{\vec {e_{2}^{*}}},{\vec {e_{3}^{*}}})}
vérifiant
{\displaystyle {\vec {e_{i}}}\cdot {\vec {e_{j}^{*}}}=\delta _{ij}={\begin{cases}1,&{\text{si }}i=j\\0&{\text{si }}i\neq j\end{cases}}}
ce qui donne :
{\displaystyle {\vec {e_{1}^{*}}}={\frac {1}{V}}{\vec {e_{2}}}\wedge {\vec {e_{3}}},}
{\displaystyle {\vec {e_{2}^{*}}}={\frac {1}{V}}{\vec {e_{3}}}\wedge {\vec {e_{1}}},}
{\displaystyle {\vec {e_{3}^{*}}}={\frac {1}{V}}{\vec {e_{1}}}\wedge {\vec {e_{2}}},}
où {\displaystyle V} est le volume de la maille du réseau direct (calculé à l'aide du produit mixte des vecteurs de la maille) :
{\displaystyle V={\vec {e_{1}}}\cdot ({\vec {e_{2}}}\wedge {\vec {e_{3}}})={\vec {e_{2}}}\cdot ({\vec {e_{3}}}\wedge {\vec {e_{1}}})={\vec {e_{3}}}\cdot ({\vec {e_{1}}}\wedge {\vec {e_{2}}}).}
Les points ayant des coordonnées entières dans le repère {\displaystyle (O,{\vec {e_{1}^{*}}},{\vec {e_{2}^{*}}},{\vec {e_{3}^{*}}})} forment un réseau appelé réseau réciproque.

## Application

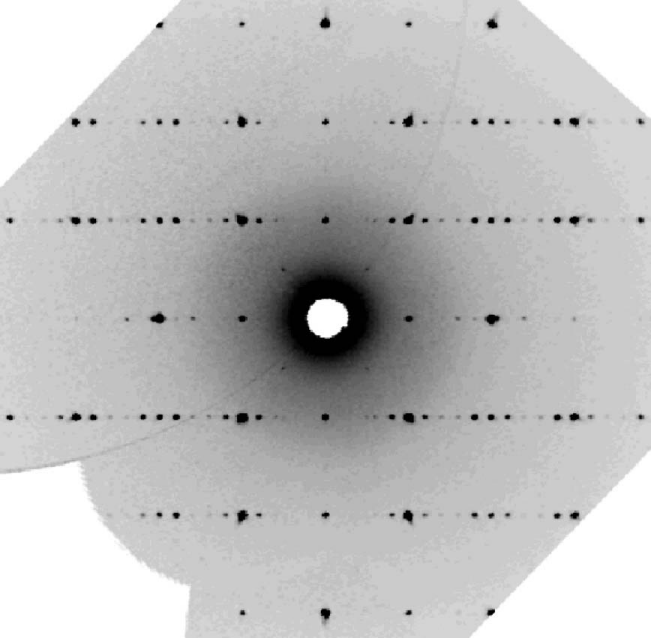
Section de la figure de diffraction d'un cristal dans l'espace réciproque.

L'étude des cristaux se fait en général par diffraction d'un rayonnement ayant une longueur d'onde de l'ordre de la distance inter-atomique. À partir de la figure de diffraction obtenue, on peut déterminer la forme du réseau, et donc la structure du cristal.
Si l'on appelle :
- {\displaystyle {\vec {k}}} le vecteur d'onde du rayonnement incident ;
- {\displaystyle {\vec {k'}}} le vecteur des ondes diffusées dans une direction donnée ;
- {\displaystyle {\vec {K}}} le vecteur de diffusion (ou vecteur de diffraction) défini par {\displaystyle {\vec {K}}={\vec {k'}}-{\vec {k}}}

alors la condition de diffraction sur un monocristal est donnée par le théorème de Bloch :
il y a diffraction si {\displaystyle {\vec {K}}} est un vecteur du réseau réciproque.

## Exemples de réseaux réciproques
Pour trouver le réseau réciproque il faut considérer la maille primitive. On utilise par contre couramment des réseaux non-primitifs, comme le cubique centré (2 nœuds par maille) et le cubique à faces centrées (4 nœuds par maille).
| Réseau (paramètre)                         | Réseau réciproque (paramètre)                    | Première zone de Brillouin |
| ------------------------------------------ | ------------------------------------------------ | -------------------------- |
| cubique {\displaystyle (a)}                | cubique {\displaystyle (2\pi /a)}                | cube                       |
| cubique centré {\displaystyle (a)}         | cubique faces centrées {\displaystyle (4\pi /a)} | octaèdre obtus             |
| cubique faces centrées {\displaystyle (a)} | cubique centré {\displaystyle (4\pi /a)}         | dodécaèdre rhombique       |

Ici on a posé {\displaystyle {\vec {a^{*}}}\cdot {\vec {a}}=2\pi .}